# Bosphorus-Entscheidung
Der Europäische Gerichtshof für Menschenrechte (EGMR) fällte die Bosphorus-Entscheidung im Jahr 2005. Darin erklärte der Gerichtshof, dass er Handlungen von Vertragsparteien der EMRK, die in Erfüllung einer Pflicht aus einer internationalen Organisation ergehen, nicht überprüft, solange diese Organisation einen mit der EMRK vergleichbaren Grundrechtsschutz gewährt.

## Sachverhalt
Mit der Resolution 820 (1993) hatte der UN-Sicherheitsrat wegen des bewaffneten Konflikts und schwerer Menschenrechtsverletzungen in Jugoslawien die Staaten verpflichtet, alle Wasserfahrzeuge, Lastkraftwagen, Eisenbahnwagen und Luftfahrzeuge zu beschlagnahmen, die sich in ihrem Gebiet befinden und einer Person oder einem Unternehmen gehören, die in Jugoslawien tätig ist. Die Europäische Gemeinschaft (EG) setzte die Resolution mit der Verordnung (EWG) Nr. 990/93 um. Gestützt auf die Verordnung beschlagnahmte Irland 1994 zwei Flugzeuge, die im Besitz der  Bosphorus Airways waren. Bosphorus Airways griff diese Beschlagnahme vor irischen Gerichten an. Auf eine Vorlage des Supreme Court of Ireland gab der Europäische Gerichtshof (EuGH) im Jahr 1996 den irischen Behörden Recht. Die Beschlagnahme beschränke zwar die Eigentums- und Berufsfreiheit. Der Eingriff sei indessen gerechtfertigt, da die Sanktionen gegen Jugoslawien dazu dienten, den Krieg sowie die Menschenrechtsverletzungen in Bosnien-Herzegowina zu beenden. Bosphorus Airways erhob Individualbeschwerde beim EGMR und machte geltend, die Beschlagnahme verletze ihr Eigentumsrecht aus Art. 1 des 1. Zusatzprotokolls zur EMRK. Der EGMR folgte in der Substanz dem Urteil des EuGH.

## Bisherige Praxis
Da die EG nicht Vertragspartei der EMRK war, schloss der EGMR die Überprüfung von Akten der Gemeinschaftsorgane auf ihre Vereinbarkeit mit der EMRK aus. Der Gerichtshof hatte jedoch deutlich gemacht, dass er die Mitgliedstaaten der EG für Grundrechtsverletzungen, die auf Primärrecht basieren, zur Rechenschaft ziehen werde. Ob die Mitgliedstaaten ebenfalls für Konventionsverstöße verantwortlich sind, die sie wegen Vollzug und Umsetzung von Sekundärrecht begehen, hat der Gerichtshof nicht beantwortet. Er merkte jedoch verschiedentlich an, dass eine völkerrechtliche Verpflichtung einen Mitgliedstaat nicht davon entbinde, die Konvention zu beachten. So überprüfte der Gerichtshof 1996 ein französisches Gesetz, das eine Gemeinschaftsrichtlinie nahezu wortgleich umsetzte, auf seine Vereinbarkeit mit der Konvention.

## Erwägungen des EGMR
In der Bosphorus-Entscheidung schränkte der EGMR seine eigenen Befugnisse erheblich ein. Maßnahmen, die in Erfüllung einer gemeinschaftsrechtlichen Verpflichtung ergehen, wird er nicht prüfen, solange der Grundrechtsstandard der Gemeinschaft mindestens demjenigen der Konvention entspricht. Stellt sich im Einzelfall heraus, dass der Grundrechtsschutz offensichtlich unzureichend („manifestly deficient“) ist, behält sich der Gerichtshof die Prüfung vor.
Dieser Mechanismus erinnert an die Solange-II-Rechtsprechung des Bundesverfassungsgerichts (BVerfG), unterscheidet sich davon in einem wichtigen Punkt. Während das BVerfG Beschwerden und Vorlagen, die eine Überprüfung von Gemeinschaftsakten anhand des Grundgesetzes für unzulässig hält und somit in der Sache nicht prüft, nimmt der EGMR Individualbeschwerden, die eine Konventionsverletzung durch Gemeinschaftsorgane rügen, zur Überprüfung an. Er erklärt sie aber für offensichtlich unbegründet (Art. 35 Abs. 3 EMRK).